# Phaonia debiliaureola
Phaonia debiliaureola este o specie de muște din genul Phaonia, familia Muscidae, descrisă de Xue și Xiaolong Cui în anul 1996. Conform Catalogue of Life specia Phaonia debiliaureola nu are subspecii cunoscute.